# Holmsund
Holmsund est une localité suédoise de 5 482 habitants dans la commune d'Umeå. Holmsund est le port d'Umeå pour les ferries en partance pour Vaasa en Finlande.